# Megachilini
Megachilini es una tribu de insectos himenópteros de la superfamilia Apoidea. Su taxonomía permanece en debate. Con más de 2.000 especies en 5 géneros de distribución mundial.

## Enlaces externos

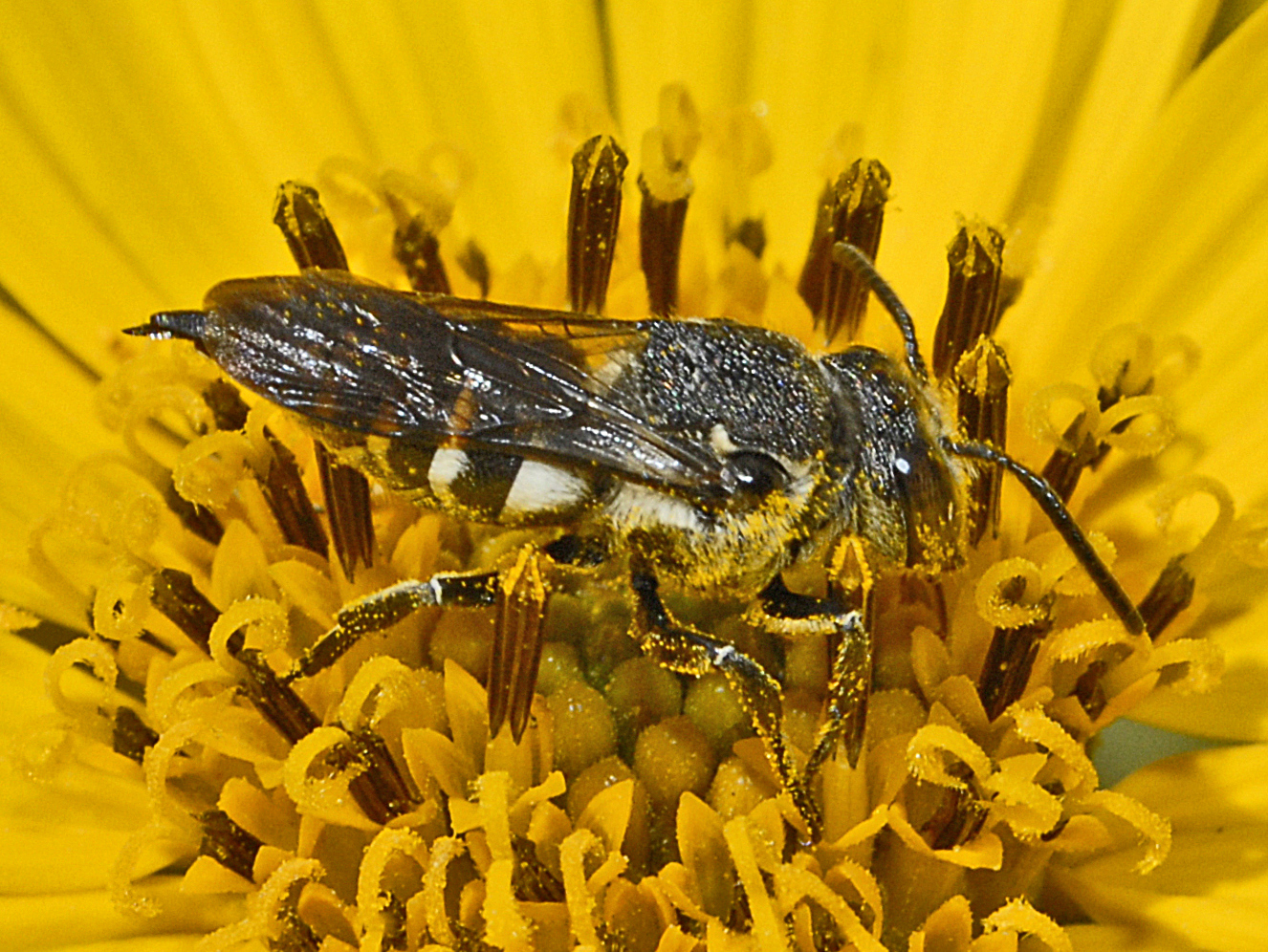
Coelioxys sp.

## Géneros
Contiene los siguientes géneros:
- Chalicodoma
- Coelioxys
- Megachile
- Radoszkowskiana